# Nematobothrium latum
Nematobothrium latum är en plattmaskart. Nematobothrium latum ingår i släktet Nematobothrium och familjen Didymozoidae. Inga underarter finns listade i Catalogue of Life.